# Girirejo (Imogiri)
Girirejo is een bestuurslaag in het regentschap Bantul van de provincie Jogjakarta, Indonesië. Girirejo telt 4270 inwoners (volkstelling 2010).